# Tipula omissinervis
Tipula omissinervis är en tvåvingeart som först beskrevs av de Meijere 1906.  Tipula omissinervis ingår i släktet Tipula och familjen storharkrankar. Inga underarter finns listade i Catalogue of Life.